# Euphyia bicolor
Euphyia bicolor är en fjärilsart som beskrevs av Barend J. Lempke 1950. Euphyia bicolor ingår i släktet Euphyia och familjen mätare. Inga underarter finns listade i Catalogue of Life.